# Sabotagem (2014)
Sabotage (bra/prt: Sabotagem) é um filme de ação estadunidense de 2014 dirigido por David Ayer, escrito por Ayer e Skip Woods e estrelado por Arnold Schwarzenegger. Foi filmado em Atlanta, Geórgia e é vagamente baseado no romance policial de Agatha Christie, And Then There Were None, de 1939.

## Sinopse
Um esquadrão de elite da DEA liderado por John Wharton (Arnold Schwarzenegger) é enviado para um esconderijo onde está localizada uma organização de drogas, porém o objetivo não é nem a droga nem os traficantes, mas sim o saque de milhões de dólares. Com o dinheiro nas mãos, os integrantes do esquadrão de elite começam a ser mortos um a um.

## Elenco
| Ator                  | Personagem                                                      |
| --------------------- | --------------------------------------------------------------- |
| Arnold Schwarzenegger | John “Breacher” Wharton/Comandante do escuadrão de elite da DEA |
| Sam Worthington       | Monster                                                         |
| Olivia Williams       | Investigadora Caroline Brentwood                                |
| Mireille Enos         | Lizzy                                                           |
| Terrence Howard       | Sugar                                                           |
| Joe Manganiello       | Grinder                                                         |
| Harold Perrineau      | Investigador Darius Jackson                                     |
| Martin Donovan        | Floyd Morgan                                                    |
| Max Martini           | Pyro                                                            |
| Josh Holloway         | Neck                                                            |
| Gary Grubbs           | Lou Cantrell                                                    |

## Produção
As filmagens começaram em 13 de setembro de 2012 e foram concluídas em janeiro de 2013. A estreia do filme foi em 28 de março de 2014.[carece de fontes?]